# Baupte
Baupte – miejscowość i gmina we Francji, w regionie Normandia, w departamencie Manche.
Według danych na rok 1990 gminę zamieszkiwało 431 osób, a gęstość zaludnienia wynosiła 188 osób/km² (wśród 1815 gmin Dolnej Normandii Baupte plasuje się na 486. miejscu pod względem liczby ludności, natomiast pod względem powierzchni na miejscu 1082.).